# Ungaria la Jocurile Paralimpice
Ungaria a participat pentru prima dată la Jocurile Paralimpice la ediția din 1972 din Heidelberg, cu o delegație de patru atleți. După încă o participare în 1976, Ungaria a lipsit de la Olimpiada din 1980. Delegația maghiară s-a întors la Jocurile Paralimpice din 1984, trimițând de atunci sportivi la fiecare ediție a Jocurilor. Ungaria a participat pentru prima dată la Jocurile Paralimpice de iarnă în 2002, și a participat în fiecare ediție a Jocurilor de iarnă până în 2010 inclusiv. Ungaria a lipsit de la Jocurile de Iarnă din 2014.
Sportivii maghiari au câștigat în total 107 de medalii paralimpice (27 de aur, 34 de argint, 46 de bronz), clasând țară pe locul al treizeci și doilea în clasamentul general pe medalii. Toate aceste medalii au fost câștigate la jocurile de vară.
Fără îndoială, cel mai de succes paralimpic maghiar este Attila Jeszenszky, care a câștigat patru medalii de aur la înot la Jocurile Olimpice din 1984. Ungaria are, de asemenea, singurul atlet din lume care a câștigat o medalie atât la Jocurile Paralimpice cât și la Jocurile Olimpice. Scrimerul Pál Szekeres a câștigat o medalie de bronz la Jocurile Olimpice de Vară din 1988, înainte de a suferi un accident de autobuz în urma căruia a rămas paralizat, și și-a început cariera paralimpică în scaun cu rotile la proba de scrimă, unde a obținut șase medalii paralimpice - dintre care trei de aur.

## Medalii după ediție

### Medalii la Jocurile de vară
| Eveniment                             | Aur | Argint | Bronz | Total | Loc |
| Jocurile Paralimpice de vară din 1972 | 0   | 0      | 1     | 1     | 30  |
| Jocurile Paralimpice de vară din 1976 | 1   | 0      | 1     | 2     | 30  |
| Jocurile Paralimpice de vară din 1984 | 12  | 13     | 3     | 28    | 18  |
| Jocurile Paralimpice de vară din 1988 | 0   | 4      | 8     | 12    | 40  |
| Jocurile Paralimpice de vară din 1992 | 4   | 3      | 4     | 11    | 25  |
| Jocurile Paralimpice de vară din 1996 | 5   | 2      | 3     | 10    | 29  |
| Jocurile Paralimpice de vară din 2000 | 4   | 5      | 14    | 23    | 32  |
| Jocurile Paralimpice de vară din 2004 | 1   | 8      | 10    | 19    | 46  |
| Jocurile Paralimpice de vară din 2008 | 1   | 0      | 5     | 6     | 49  |
| Jocurile Paralimpice de vară din 2012 | 2   | 6      | 6     | 14    | 38  |
| Jocurile Paralimpice de vară din 2016 | 1   | 8      | 9     | 18    | 47  |

### Jocurile Paralimpice de iarnă
| Eveniment                              | Aur              | Argint           | Bronz            | Total            | Loc              |
| Jocurile Paralimpice de iarnă din 2002 | 0                | 0                | 0                | 0                | -                |
| Jocurile Paralimpice de iarnă din 2006 | 0                | 0                | 0                | 0                | -                |
| Jocurile Paralimpice de iarnă din 2010 | 0                | 0                | 0                | 0                | -                |
| Jocurile Paralimpice de iarnă din 2018 | Eveniment viitor | Eveniment viitor | Eveniment viitor | Eveniment viitor | Eveniment viitor |